# 第17回20か国・地域首脳会合
第17回20か国・地域首脳会合（だいじゅうななかいにじっかこく・ちいきしゅのうかいごう）は、2022年11月15日・16日にインドネシアのバリ島で開催されたG20の会議である。
インドネシアの議長国としての職務は2021年12月1日から始まった。イタリアのローマで開催された第16回20か国・地域首脳会合の閉会式の際に議長職のしるしであるガベルが同国首相のマリオ・ドラギからインドネシア大統領のジョコ・ウィドドに引き渡された。